# High Rock
High Rock  este o așezare situată în partea de sud a insulei Grand Bahama, componentă a arhipelagului Bahamas.